# Euchlanis mamorokaensis
Euchlanis mamorokaensis is een raderdiertjessoort uit de familie Euchlanidae. De wetenschappelijke naam van deze soort is voor het eerst geldig gepubliceerd in 1973 door Bērzinś.